# Дук (футболист)
Луиш Энрикеш де Барруш Лопеш (порт. Luís Henriques de Barros Lopes; более известный как Дук (порт. Duk); род. 16 февраля 2000, Лиссабон) — кабо-вердианский футболист, нападающий клуба «Леганес» и сборной Кабо-Верде.

## Клубная карьера
Дук — воспитанник клубов «Монтелаваренсес», «Ойерас», «Белененсеш», а также лиссабонских «Спортинг» и «Бенфика». 16 февраля 2020 года в матче против «Кова-да-Пиедади» он дебютировал в Сегунда лиге за дублёров последних. Летом 2022 года Дук перешёл в шотландский «Абердин». 31 июля в матче против «Селтика» он дебютировал в шотландской Премьер-лиге. 6 августа в поединке против «Сент-Миррен» игрок забил свой первый гол за «Абердин». В своём дебютном сезоне он забил 16 мячей и вместе с Бояном Миовски стал лучшим бомбардиром команды. Был продан в Леганес в 2025 году за 715 тысяч евро

## Международная карьера
12 июня 2022 года в товарищеском матче против сборной Эквадора Дук дебютировал за сборную Кабо-Верде.